# The Day Before
The Day Before était un jeu vidéo multijoueur mêlant tir et survival horror, développé par Fntastic et publié par Mytona (en) mais qui fermera seulement quatre jours après sa sortie et entrainera également la fermeture du studio. L’histoire devait se dérouler dans un futur où les joueurs contrôlent un personnage qui doit progresser et survivre dans « New Fortune », une ville fictive post-apocalyptique, envahie par des zombies. Le jeu est d’abord annoncé en 2021 et fait l'objet de multiples retards, avant d’être publié en accès anticipé le 7 décembre 2023 sur Microsoft Windows via la plateforme Steam.
Le long développement du jeu conduit les fans à se poser des questions sur sa légitimité, suscitant des critiques pour son statut apparent d'arnaque. Le développement est entaché par des litiges juridiques impliquant Fntastic, ainsi que par des accusations de plagiat et de sollicitation de travail non rémunéré ; Fntastic niant les accusations d'escroquerie et de plagiat. D'anciens développeurs du studio ont ensuite accusé les fondateurs de mauvaise gestion grave. À sa sortie, The Day Before est décrié par les critiques pour ses problèmes techniques et son manque de créativité. Seulement quatre jours après son apparition, il est retiré de la vente. Cependant, ses serveurs restent ouverts jusqu'au mois suivant. La société derrière le jeu, Fntastic, fait ensuite faillite en raison de ses mauvaises performances commerciales.

## Synopsis
Le jeu se déroule aux États-Unis, dans un monde post-apocalyptique depuis qu'il a été envahi par les zombies à la suite d’une pandémie. Le joueur se réveille dans la ville fictive de New Fortune, qui se situe sur la côte est des États-Unis. Alors, il rejoint d'autres survivants dans une colonie pour reconstruire la société.

## Développement et commercialisation
The Day Before est révélé pour la première fois en janvier 2021 par l'intermédiaire d'une bande-annonce du gameplay montrant les mécanismes de base du jeu,. Il est développé par le studio russe Fntastic, basé à Iakoutsk en Sibérie centrale, alors que leur dernière réalisation en date est The Wild Eight (2019). La société singapourienne Mytona fait office d'éditeur du jeu.
Le mois suivant en février 2021, une nouvelle bande-annonce du gameplay est publiée. Les cofondateurs de Fntastic, Eduard et Aysen Gotovtsev, qui apparaissent dans la bande-annonce, qualifie alors le projet de « véritable avancée pour le genre de survie MMO ». Ils expliquent en quoi The Day Before sera différent des autres jeux du genre, grâce, par exemple à un réalisme accru ou via l'interface graphique et un gameplay flexible. Ils conclurent par la façon dont ils « ont tout réinventé, depuis les objectifs du jeu jusqu'à la façon dont ils ont abordé la qualité des mécanismes de jeu ». En octobre 2021, Fntastic annonce la date de sortie du jeu au 21 juin 2022. Début mai 2022, un mois avant la date de sortie initiale, un retard est annoncé. En effet, le studio invoque son souhait de passer du moteur de jeu Unreal Engine 4 à l'Unreal Engine 5 qui est alors accessible pour les développeurs depuis environ un mois. À ce moment, The Day Before devient le jeu le plus « souhaité » par les utilisateurs de Steam,. La nouvelle date de sortie est fixée au 1er mars 2023.
Le mois suivant, Fntastic actualise son site web pour indiquer qu'il s'agit d'une organisation de « volontaires » rémunérés et non rémunérés. Alors que les volontaires à temps plein sont rémunérés, les volontaires à temps partiel ne le sont pas mais se voit offrir des « certificats de participation » et des « codes gratuits ». Deux jours plus tard, le 29 juin, Fntastic déclare dans une publication pour le site d'informations Well-Played : « Le volontariat chez Fntastic signifie qu'une personne travaille volontairement pour une cause commune. Nous considérons tous les membres de l'équipe, y compris les employés, comme des volontaires ».
En janvier 2023, la page du jeu est subitement retirée de Steam, les développeurs rapportant un problème de droit de propriété intellectuelle sur le titre du jeu face à une société américaine qui utilise le même nom pour une application de calendrier. Ils annoncent que la sortie est à nouveau retardée au 10 novembre 2023 pour cette raison. Cependant, les fondateurs du studio expliquent plus tard à IGN que le retard avait déjà été planifié avant qu'ils n'aient pris connaissance du litige lié à la marque et qu'il devait être annoncé via une nouvelle bande-annonce de gameplay de dix minutes. Ils ont également nié les affirmations selon lesquelles le jeu est une « arnaque », affirmant qu'ils sont soutenus par Mytona et évalués régulièrement sur leurs progrès, et que « nous n'avons pas pris un centime aux gens : pas de financement participatif, pas de précommandes, pas de dons »,.
Le 2 février 2023, au milieu de spéculations sur le statut du jeu, Fntastic publie de nouvelles séquences de gameplay,,. Cependant, peu de temps après, des vidéos relatives à The Day Before sont retirées de YouTube en raison de plaintes déposées par un tiers en matière de marque. Fntastic affirme plus tard qu'il est ciblé par le développeur de l'application de calendrier homonyme, TheDayBefore,. En août 2023, il est rapporté que Mytona et Fntastic ont déposé une demande d'enregistrement de marque pour le nouveau titre Dayworld. Le 1er novembre 2023, il est annoncé que The Day Before sortira sur Steam en accès anticipé le 7 décembre 2023. À ce moment, les multiples retards mentionnés ci-dessus, les conflits de marques, la sollicitation de travail non-rémunéré (en) par Fntastic, ainsi que les allégations de plagiat via le retournement d'actifs ont conduit certains à qualifier le jeu de trop ambitieux et de mal géré,,.
Trois jours avant sa sortie, Fntastic publie une déclaration sur le réseau social X, réitérant qu'ils n'ont arnaqué personne car ils n'ont pas sollicité de financement, et nient les accusations de revente d'actifs,. Le 11 décembre, quatre jours après le lancement de The Day Before qui a fait l'objet de nombreuses critiques, Fntastic annonce sa fermeture, déclarant que leur jeu a « échoué financièrement » si bien qu'ils ne peuvient pas se permettre de continuer à fonctionner,. The Day Before est retiré de la vente sur Steam plus tard dans la journée. Le studio ferme ses portes le 22 décembre et déclare que tous les acheteurs seront automatiquement remboursés. Les serveurs du jeu restent en ligne jusqu'au 22 janvier 2024, date à laquelle ils sont définitivement fermés,. À la suite de sa sortie, un ancien employé de Fntastic déclare que le jeu n'a jamais été destiné à être un jeu en ligne massivement multijoueur. De plus, il affirme que les fondateurs de Fntastic ont contrôlé tous les aspects du développement du jeu, mettant en œuvre « beaucoup d'idées stupides » et menaçant les développeurs de licenciement s'ils s'y opposaient,. Après l'arrêt du jeu en janvier 2024, d'autres développeurs de Fntastic déclare que la conception du jeu a changé au cours du développement sur un coup de tête des fondateurs du studio en fonction des versions de jeux les plus populaires, lesquels se sont enfuis immédiatement après sa sortie. Ils affirment également que les conditions de travail étaient dures et sujettes au crunch, le studio employant de jeunes programmeurs originaires des pays d'Europe de l'Est avec presque aucun salaire car c'était probablement leur seule opportunité de travailler, et que les programmeurs étaient condamnés à une amende en cas de mauvais rendement,.

## Réception
Lors de la sortie en accès anticipé de The Day Before, le site IGN, qui lui accorde la note de 1 sur 10, le qualifie de « totalement décevant » et « de loin l'un des pires jeux [auquel] il a jamais joué ». Ed Nightingale d'Eurogamer rapporte que « la fréquence d'images par seconde est épouvantable et les pop-in[Quoi ?] sont nombreux, même avec la ville qui semble sans âme » et résume sa critique par : « il est clair qu'il s'agit d'un jeu incroyablement basique avec peu de choses ». Rick Lane de GamesRadar+ déclare : « il n'y a pas d'idées significatives, pas de mécanismes distinctifs, pas de choix stylistiques créatifs et certainement pas de personnages convaincants ».
The Day Before reçoit des critiques « extrêmement négatives » sur Steam. Les joueurs critiquent d'une part son absence de combat de mêlée, l'intelligence artificielle, la conception et la taille du monde et des problèmes techniques. D'autres pensent que le jeu s'apparente plus à un simple jeu de tir, et non à un MMO, comme cela avait été annoncé,,. Le nombre de joueurs connectés diminue de 75 % deux jours après sa sortie,, et de 90 % quatre jours après sa sortie.

## Voir également
- Propnight, le jeu précédent de Fntastic
- Liste des jeux vidéo les plus mal reçus par la critique